# August von Voit
Richard Jakob August von Voit (n. Wassertrüdingen; 17 de febrero de 1801 - f. Múnich; 12 de diciembre de 1870) fue un arquitecto alemán especializado en estructuras de hierro y vidrio.

## Proyectos notables
Voit diseñó el ayuntamiento de Annweiler am Trifels (Renania-Palatinado) y el Fruchthalle en Kaiserslautern (Renania-Palatinado). También diseñó dos sinagogas, una en Kirchheimbolanden en 1834, y otra en Speyer en 1837. También fue el creador de la fachada neorrománica de la Iglesia de Santa Ana, en Lehel (Múnich), destruida durante la guerra.

### 1846-1853 - Neue Pinakothek

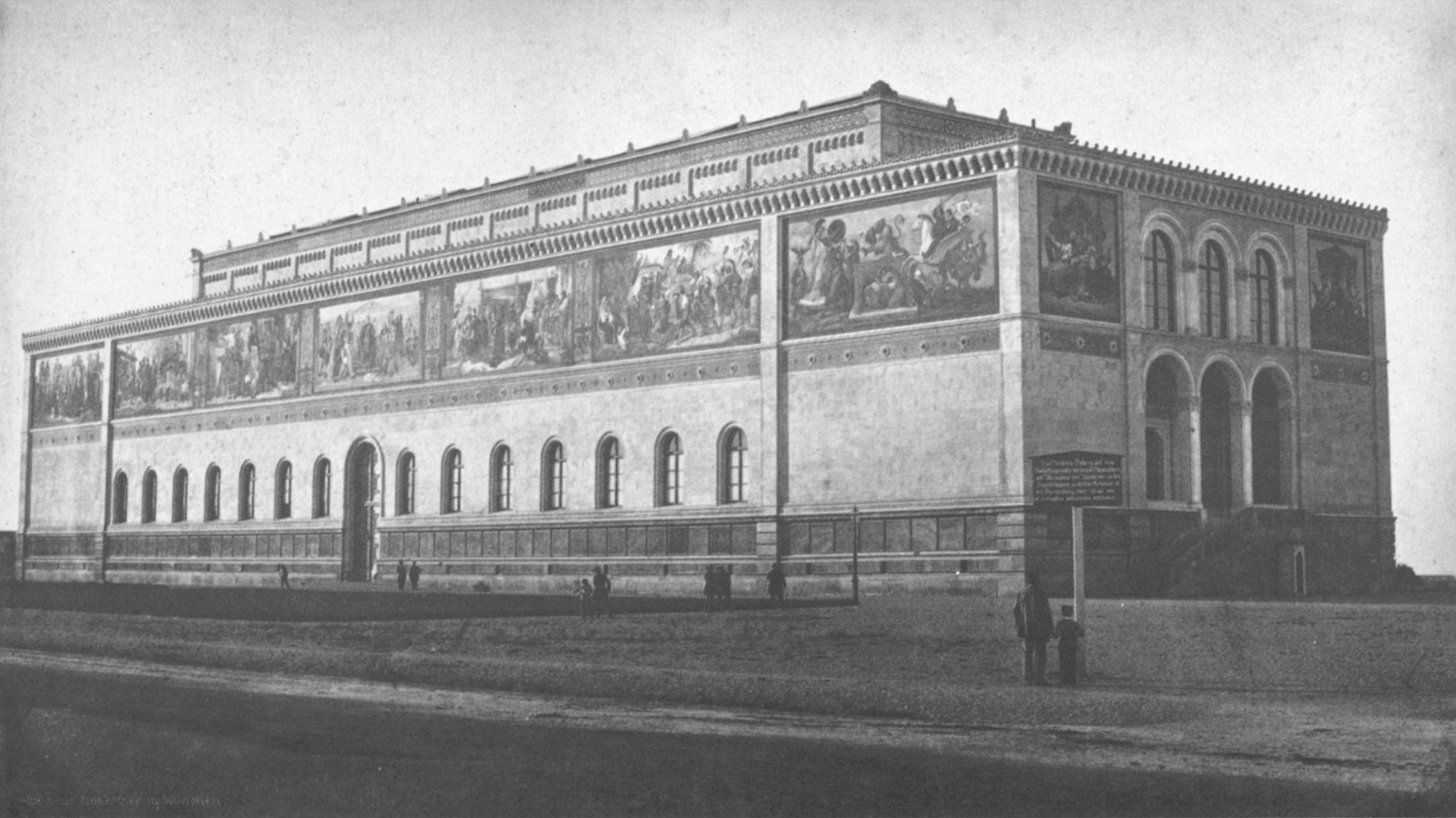
La Neue Pinakothek hacia 1854.

El Museo de Arte Neue Pinakothek fue comisionado por el rey Luis I de Baviera y diseñado por von Voit y Friedrich von Gärtner. El diseño de la estructura fue calculado para reforzar la similitud entre el antiguo y el nuevo museo. Como parte del diseño, von Voit contrató a Wilhelm von Kaulbach para mostrar los logros del arte alemán en las formas murales.
El edificio como fue originalmente diseñado fue demolido en 1950 y reconstruido en 1967.

### 1853-1854 - Palacio de vidrio, Múnich

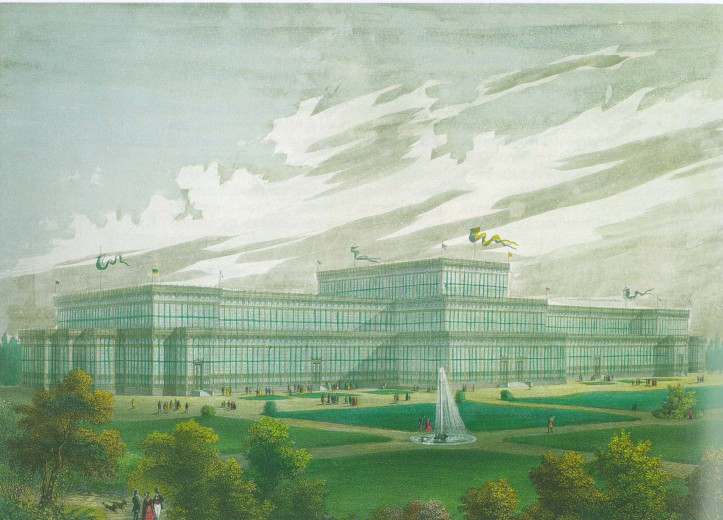
El Glaspalast en 1854 (ilustración para la Primera Exposición Industrial Alemana).

August von Voit, como Real Superintendente, asistió en la organización de la construcción del Palacio de vidrio (Glaspalast) en Múnich, siendo también su arquitecto. Con el propósito de asegurar que el proyecto era completado según el tiempo previsto, negoció un contrato con los suministradores que penalizaba sus márgenes en caso de retrasos. El diseño "utilizaba vigas rectangulares como elementos de armadura". El Glaspalast fue modelado según el Crystal Palace londinense.
Voit también realizó la fuente del Palacio, instalada en la actualidad en barrio de Haidhausen.

### 1860-1865 - Invernadero de Palmeras, Múnich
Situado en el Antiguo Jardín Botánico de Múnich, este proyecto fue construido en la forma de un "espacio con estructura de hierro fundido con cúpula".

### 1867-1869 - Segundo Gran Jardín de Invierno

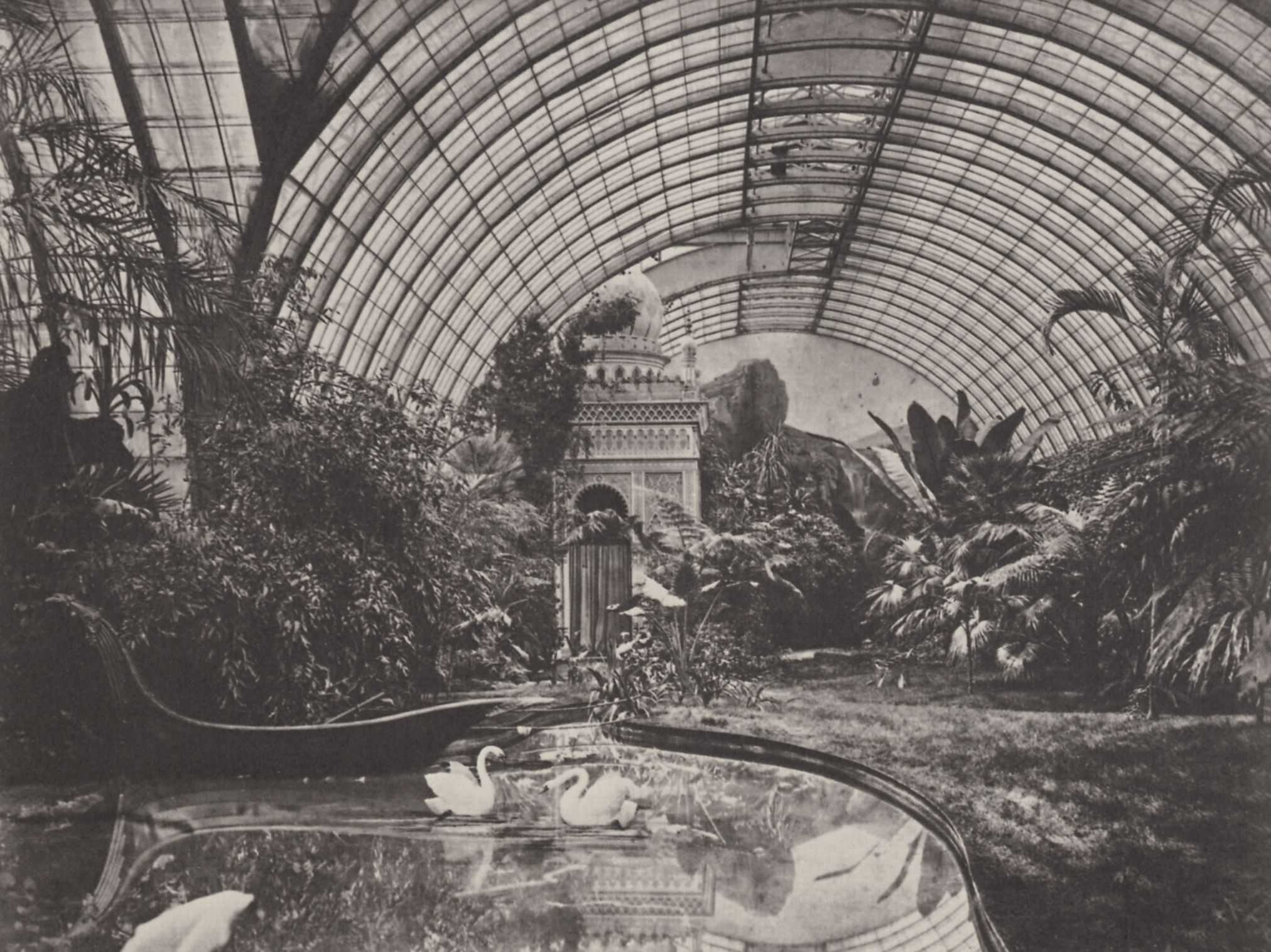
Interior del Segundo Jardín de Invierno en 1870 (fotografía por Joseph Albert).

El Segundo Gran Jardín de Invierno fue un encargo del rey Luis II de Baviera. Von Voit colaboró en el proyecto con Carl von Effner para crear una "estructura de tres plantas con techo de vidrio" que estuviera encarado tanto a los jardines del palacio como al Kaiserhof.

## Críticas
El estilo estructural de hierro y vidrio fue criticado por su "falta de substancia y corporalidad", y el hierro utilizado en la construcción de edificios como el Glaspalast "provó ser demasiado frágil y demasiado propenso al fuego".